# Optika
Az optika vagy fénytan a fizikának a fény és általában az elektromágneses sugárzás terjedésével foglalkozó tudományága. A fény tulajdonságait, a fényjelenségeket – fénytörés, fényvisszaverődés, visszatükrözés – vizsgálja.
Az optika szó a görög optikosz (ὀπτικός = látás) szóból származik.

## Részterületei
- A geometriai optika a fényt mint egy sugarat tekinti, mely egyenes vonalban halad az egyes közegekben, a közeghatárokon pedig visszaverődik vagy megtörik.
- A hullámoptika a fényt hullámként modellezi, és a fény terjedésével kapcsolatos jelenségekkel foglalkozik. Így magyarázható a diffrakció, az interferencia és a polarizáció jelensége.
- A kvantumoptika a fény anyaggal való kölcsönhatását írja le, amely során fény keletkezik vagy megsemmisül, ezért vékony rétegek és határjelenségek magyarázatául szolgál.

## Színkép vagy spektrum
A színeket  a fény frekvenciája határozza meg. A különböző színeknek megfelelő hullámhosszak a fázissebesség és a frekvencia értékének a hányadosa. 
Színkép vagy spektrum valamely fényforrástól kibocsátott fény hullámhossz szerinti felbontásánál a színekhez tartozó intenzitás frekvenciára való eloszlását leíró függvény által adható meg, illetve a fényspektrográfok által a hullámhossz szerint felbontással a térben. 

### Emissziós színkép
A gerjesztett atomi vagy molekuláris rendszer által kibocsátott elektromágneses hullámok hullámhossz szerinti rendszere. 

### Folytonos színkép
Olyan emissziós színkép, amelynek az intenzitása a frekvencia folytonos függvénye, és széles tartományban különbözik nullától.

## Fényforrások
Meg kell említenünk a fényforrásokat is, mert fényforrás nélkül nincs fény. Két fajta fényforrást különböztetünk meg: 
1. az elsődleges
2. a másodlagos fényforrásokat.

### Elsődleges fényforrás
Elsődleges (valódi) fényforrásnak tekintjük azokat a tárgyakat, amelyek fényt bocsátanak ki. Elsődleges fényforrások: a Nap, a csillagok, a gyertya lángja, a lámpa stb.

### Másodlagos fényforrások
Minden test, ami csak a rá sugárzott és róla visszaverődő fény miatt látható azt másodlagos fényforrásnak nevezzük.
Ez alapján vehetjük úgy is, hogy minden test másodlagos fényforrás, mint például az asztal, tábla, ember stb.

## Fényjelenségek
Ha a fény két eltérő optikai sűrűségű közeg határára érkezik, akkor egy része visszaverődik, másik része pedig belép az új közegbe. Az új közegben haladó fénysugár általában megtörik. A közegek és a határfelület tulajdonságaitól, valamint a beesés szögétől függ, hogy a fényvisszaverődés vagy a fénytörés az erőteljesebb.

### A Huygens–Fresnel-elv

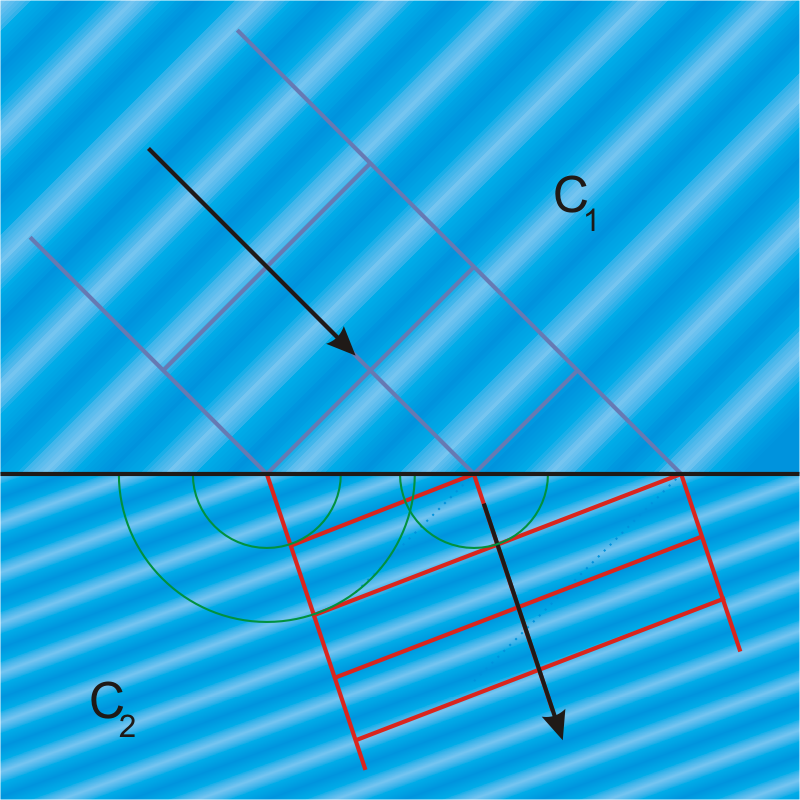
Hullámtörés a Huygens-elv alapján

Christiaan Huygens holland fizikus és csillagász (1629–1695) dolgozta ki az optikai rendszerek elemzésének hasznos módszerét. 
A hullámfront minden pontja elemi gömbhullámok kiindulópontja. Az elemi hullámok a fény sebességével terjednek. Egy későbbi „t” időpontban a hullámfront új helyzetét az elemi hullámok interferenciájának burkolója adja meg.
(Megjegyzés: A hátrafele terjedő elemi hullámok az interferencia miatt kioltódnak.)

### Fényvisszaverődés
Hogyha a közegek és a határfelület tulajdonságai úgy hozzák, hogy a visszaverődés erőteljesebb, a jelenséget fényvisszaverődésnek nevezzük.

#### Teljes visszaverődés (totálreflexió)

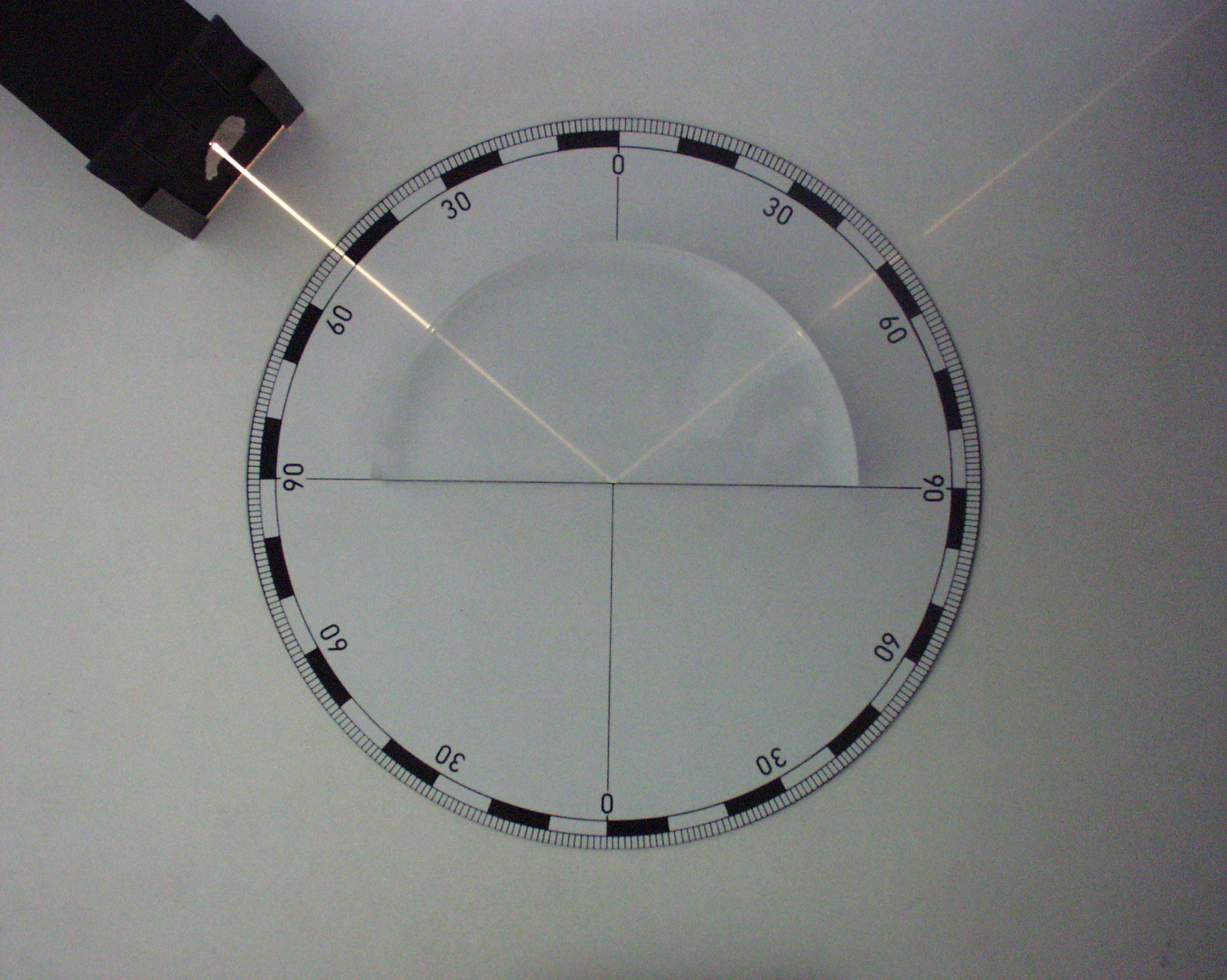
Teljes visszaverődés

Ha egy fénysugár az optikailag sűrűbb közeg felől a ritkább közeg felé halad, akkor a határfelületen nem törik meg, hanem azon – mint tökéletes tükrön – visszaverődik. Ilyenkor teljes fényvisszaverődésről vagy más néven totális reflexióról beszélünk, mivel a határfelület a ráeső fény 100%-át visszaveri. 
A határszöget a törési törvényből könnyedén meghatározhatjuk:
{\displaystyle {\frac {\sin \alpha }{\sin 90^{\circ }}}={\frac {1}{n}}}
ebből:
{\displaystyle \sin \alpha _{h}={\frac {1}{n}}}

#### Brewster törvénye
A visszavert sugár teljesen poláros lesz, ha a visszavert, valamint a közegbe behatoló megtört sugár egymásra merőleges. 
A teljes polarizációhoz tartozó {\displaystyle \alpha _{b}} beesési szög és a törésmutató kapcsolata:
{\displaystyle n={\frac {\sin \alpha _{b}}{\sin \beta }}={\frac {\sin \alpha _{b}}{\sin(90^{\circ }-\alpha _{b})}}={\frac {\sin \alpha _{b}}{\cos \alpha _{b}}}=\operatorname {tg} \alpha _{b}}

#### Kísérlet

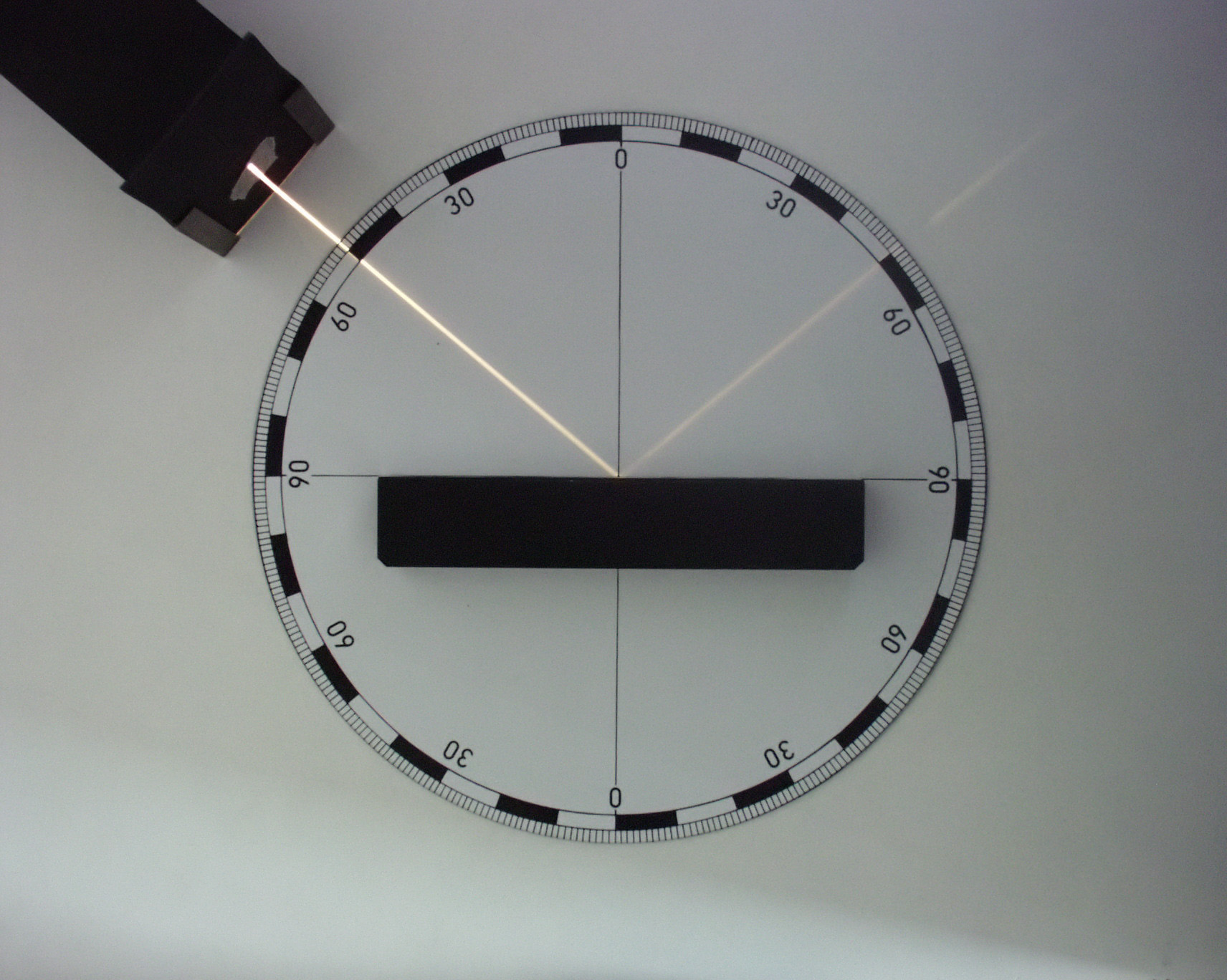
Fényvisszaverődés sík felületről

Hogy a törvényt ki tudjuk mondani, egy kísérletet kell elvégeznünk, amihez optikai korongot használunk. Az optikai vagy Hartl-korong három részből áll: 
- beosztásos korong
- szűrő, ami kiszűri a nem megfelelő irányba haladó fénysugarakat
- tartószerkezet, amire tükröket, illetve lencséket rakhatunk

Jelen esetben a tartószerkezetre egy síktükröt raktunk. A képen látszik, hogy merre halad a fénysugár, és elvileg azt látjuk, ami a mellékelt képen látható.

#### Törvény
A törvény meghatározásához értelmeznünk kell a képet. Az alábbi elnevezéseket használjuk:
- beeső fénysugár (s): a felülethez tartó fénysugár
- visszavert fénysugár (s’): a felülettől távolodó fénysugár
- beesési pont (O): ahol a beeső fénysugár a felületet éri
- beesési merőleges (n): a beesési pontban a felületre állított merőleges
- beesési szög (α): a beeső fénysugárnak a beesési merőlegessel bezárt szöge
- visszaverődési szög (β=α’): a visszavert fénysugárnak a beesési merőlegessel bezárt szöge

A kísérletből megállapíthatjuk a törvényt:
1. A beeső fénysugár, a beesési merőleges és a visszavert fénysugár egy síkban van.
2. A visszaverődési szög egyenlő a beesési szöggel.

Ezt Eukleidész Kr. e. 300 körül már bebizonyította.

### Fénytörés

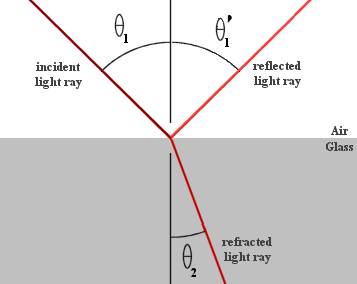
Fénytörés

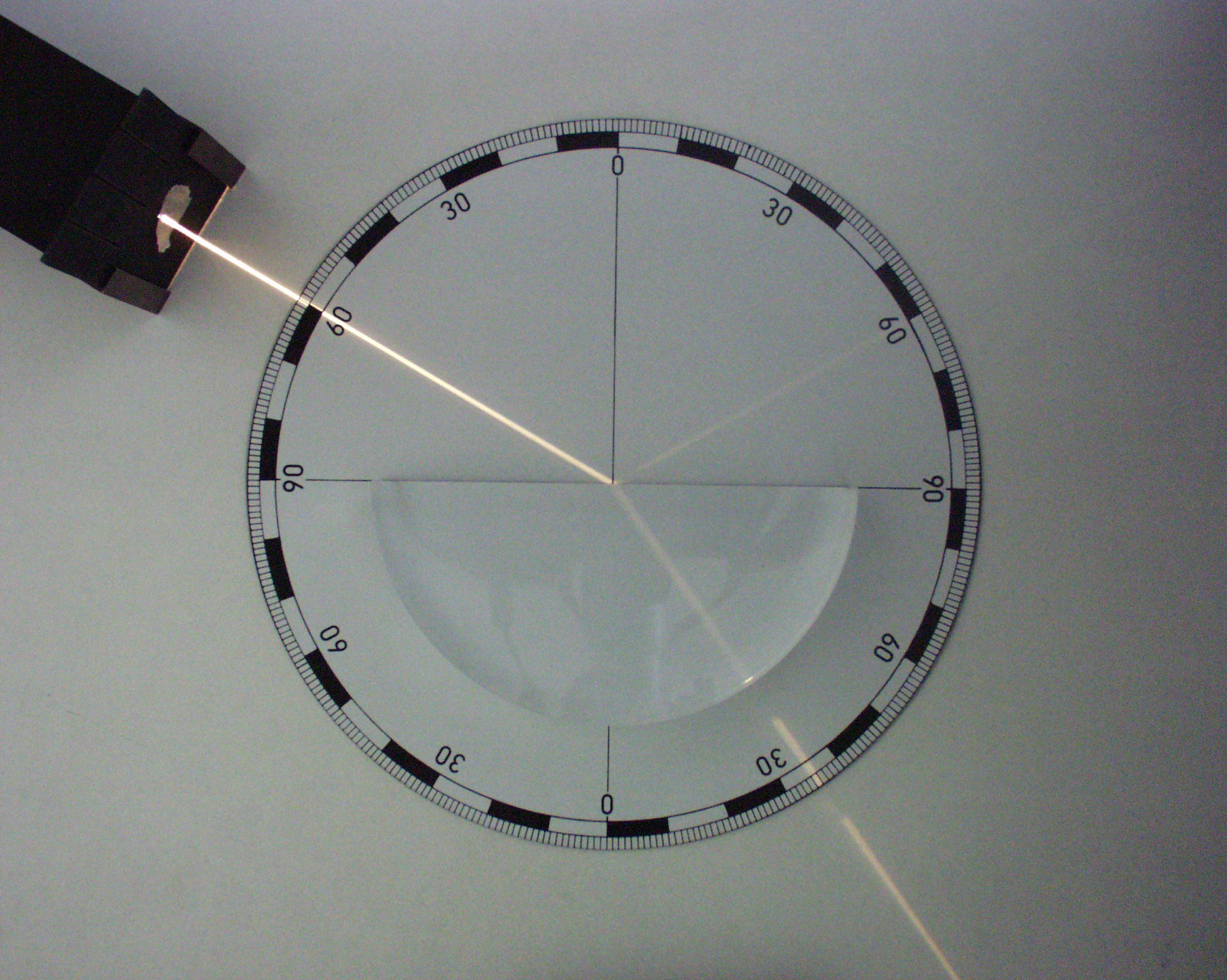
Fénytörés

Ha egy üvegpohárba vizet öntünk, s rajta átnézve vizsgáljuk a hozzá közel lévő tárgyakat, eltorzult képet látunk. A vízbe helyezett szívószál például megtörtnek látszik, pedig ha kivesszük a vízből, látható, hogy változatlan az alakja. Nem a szívószál törik meg, hanem a fény, amely a vízből érkezik a szemünkbe.
Ha a fénysugár eltérő fénytani sűrűségű anyagok határán átlép, iránya megváltozik. A víz és a levegő határán mindig megtörik a fény, kivéve, ha éppen merőlegesen esik a vízfelületre.

#### A fény fázissebességének nagysága
Vákuumban:
{\displaystyle c_{0}={\frac {1}{\sqrt {\varepsilon _{0}\mu _{0}}}}=299792458{\frac {m}{s}}}
Szigetelőben:
{\displaystyle c={\frac {1}{\sqrt {\varepsilon _{0}\mu _{0}\varepsilon _{r}\mu _{r}}}}={\frac {1}{\sqrt {\varepsilon \mu }}}\approx {\frac {1}{\sqrt {\varepsilon _{0}\mu _{0}\varepsilon _{r}}}}={\frac {c_{0}}{\sqrt {\varepsilon _{r}}}}<c_{0}}
(ugyanis {\displaystyle \mu _{r}\approx 1})

#### A közeg abszolút törésmutatója
{\displaystyle n={\frac {c_{0}}{c}}={\sqrt {\varepsilon _{r}\mu _{r}}}\approx {\sqrt {\varepsilon _{r}}}}

#### Diszperzió (színszórás)

A prizma fénytörése az eltérő hullámhosszok miatt alakul ki

{\displaystyle \varepsilon _{r}} frekvenciafüggése miatt különböző hullámhosszú fénysugarak ugyanabban a közegben különböző sebességgel terjednek. Az új közegben a fényhullámok különböző frekvenciájú komponensei különböző mértékben térnek el a becslési irányhoz képest, azaz szóródnak. Emiatt bontja színeire a különböző frekvenciájú (színű) fények keverékét a prizma.

#### Relatív törésmutató
A második közeg első közegre viszonyított relatív törésmutatója:
{\displaystyle n_{21}={\frac {c_{1}}{c_{2}}}={\frac {n_{2}}{n_{1}}}}
Az első közeg optikailag akkor sűrűbb a második közegnél, ha {\displaystyle n_{21}\!<\!1}, ellenkező esetben a közeg optikailag ritkább. (Az optikai sűrűség nem azonos a mechanikai sűrűséggel.)

#### Snellius–Descartes fénytörési törvénye
Ugyanazon közegben a beesési és törési szög szinuszának aránya állandó, és egyenlő az első, illetve második közegben mért terjedési sebességek hányadosával.
{\displaystyle {\frac {\sin \alpha }{\sin \beta }}={\frac {c_{1}}{c_{2}}}=n_{21}={\frac {n_{2}}{n_{1}}}}
Az {\displaystyle \alpha } beesési szög növelésével a fény energiájának egyre kisebb hányada jut be az új közegbe.

## Optikai eszközök
- Optikai lencse (domború, homorú)
- Tükör (sík, homorú, domború)
- Prizma
- Szem
- Szemüveg és kontaktlencse
- Optikai távcsövek
  - Galilei-távcső (hollandi távcső)
  - Kepler-távcső (csillagászati távcső)
  - Newton-távcső
  - Cassegrain-távcső
  - Ritchey–Chrétien-távcső
- Mikroszkóp
- Fényképezőgép és őse, a camera obscura
- Kamera
- Diavetítő
- Optikai szál